# Lepanthes abortiva
Lepanthes abortiva är en orkidéart som beskrevs av Carlyle August Luer och Rodrigo Escobar. Lepanthes abortiva ingår i släktet Lepanthes och familjen orkidéer.
Artens utbredningsområde är Colombia. Inga underarter finns listade i Catalogue of Life.